# Министерство сельского хозяйства Хорватии
Министерство сельского хозяйства Республики Хорватии (хорв. Ministarstvo poljoprivrede Republike Hrvatske), до 23 декабря 2011 Министерство сельского хозяйства, рыболовства и сельского развития Республики Хорватии (хорв. Ministarstvo poljoprivrede, ribarstva i ruralnog razvoja Republike Hrvatske) — центральный орган исполнительной власти Республики Хорватия, который на государственном уровне отвечает за:
- сельское хозяйство; развитие сельских районов;
- продукты питания и табачной промышленности;
- рыбное хозяйство; ветеринарию; качество сельскохозяйственной продукции и продовольствия;
- безопасность пищевых продуктов животного происхождения и кормов для животных;
- земли сельскохозяйственного назначения;
- деятельность пограничной инспекции защиты растений и пограничного ветеринарного контроля;
- начало процесса консолидации земель и управления им, за исключением дел, связанных с имущественным правом;
- упорядочение вопросов относительно земель сельскохозяйственного назначения, за исключением дел, связанных с имущественным правом;
- проверку деятельности в сельском хозяйстве, рыболовстве, качество воды, сельскохозяйственной и пищевой продукции и ветеринарии;
- реализацию политики стимулирования в сельском хозяйстве и рыболовстве и их адаптация к критериям ВТО;
- определение и координацию дополнительных источников финансирования сельского хозяйства, рыбного хозяйства и переработку сельскохозяйственной продукции из бюджетных ресурсов;
- сельскохозяйственные кооперативы;
- защиту сортов сельскохозяйственных растений;
- охрану земель сельскохозяйственного назначения;
- нормативную базу для ведения учёта сельскохозяйственных угодий, хозяйствования и распоряжения сельскохозяйственными угодьями, находящихся в государственной собственности;
- передачу сельскохозяйственных земель под строительство;
- определение отношений и условий производства, сбыта и использования пестицидов и других средств защиты растений в сельском хозяйстве;
- законодательное определение условий производства вина и других изделий из винограда и вина; принятие мер по выявлению и предотвращению инфекционных заболеваний, а также назначение условий и порядка проведения дезинфекции, дезинсекции и борьбы с вредителями;
- проведение границы между внутренним и внешним рыболовным морем, разметку рыболовных зон и установление целей, видов и количества орудий лова и оборудования, которые могут быть использованы в области рыболовства.
- координацию и согласование политики хорватского сельского хозяйства и развития сельских районов с соответствующими политическими курсами ЕС;
- реализацию Соглашения о стабилизации и ассоциации и проектов программы CARDS и других форм международной помощи и договоров в части, касающейся сельского хозяйства, питания, развития сельского хозяйства и рыболовства ЕС;
- установление условий труда и контроля в животном производстве и при забое скота и переработке продуктов животного происхождения;
- требования к погрузке, разгрузке и перевозке животных;
- координацию работы службы распространения сельскохозяйственных знаний, улучшение сельскохозяйственной кооперации и всех форм объединения в сельском хозяйстве и рыболовстве, проведение переговоров в области сельского хозяйства и рыболовства в рамках ВТО и процесса вступления Хорватии в ЕС.